# OpenFX
OpenFX (OFX, также известный как «API подключаемого модуля OFX Image Effect») — открытый стандарт для 2D- визуальных эффектов или подключаемых модулей композитинга. Он позволяет надстройкам, написанным в соответствии со стандартом, работать с любым приложением, поддерживающим этот стандарт. Формат OpenFX принадлежит The Open Effects Association и выпущен под лицензией с открытым исходным кодом BSD. OpenFX был первоначально разработан Бруно Николетти из компании The Foundry Visionmongers.
Подключаемые модули записываются как динамические общие объекты, а API определяет несколько точек входа, которые должны быть реализованы подключаемым модулем.
Хост OpenFX предоставляет плагину наборы точек входа, называемые наборами . Property Suite используется для управления парами атрибут-значение, прикрепленными к объектам, определённым всеми другими наборами API. Image Effect Suite используется для извлечения кадров фильма из входных или выходных данных эффекта, есть наборы для отображения информативных сообщений или диалоговых окон пользователю, обрабатывать многопоточность, использовать OpenGL для обработки и т. д.
Каждый плагин описывается списком параметров и поддерживаемыми входами-выходами. Хост может выполнять различные действия, например, для оповещения, что значение параметра изменилось или что часть кадра фильма должна быть отрендерена.
При желании, плагин может также отображать графическую информацию в текущем кадре с помощью OpenGL и предлагать взаимодействия с помощью мыши и клавиатуры (в спецификации OFX это называется взаимодействием).
Хост OpenFX представляет собой приложение, способное исполнению плагинов OpenFX.

## История
OpenFX был впервые анонсирован 10 февраля 2004 года The Foundry Visionmongers .
Спецификация OpenFX была написана так, чтобы плагин, поддерживающий последнюю версию API, мог быть реализован для совместимости с хостом, реализующим более раннюю версию.
1. OpenFX 1.0[2] был выпущен в 2006 году.
2. OpenFX 1.1[3] был выпущен в 2007 году.
3. OpenFX 1.2[4] был выпущен в 2010 году.
4. OpenFX 1.3[5] был выпущен в 2012 году.
5. OpenFX 1.4[6] был выпущен в 2015 году.
6. OpenFX 1.5[7] был выпущен в 2024 году.

## Хосты

### Бесплатные хосты с открытым исходным кодом
- ButtleOFX Архивная копия от 30 июля 2021 на Wayback Machine (для Linux, с открытым исходным кодом, лицензия LGPL, статус альфа-версии, не поддерживается)
- Kaliscope Архивная копия от 30 июля 2021 на Wayback Machine (контроллер сканера/инструмент пакетного преобразования на основе OpenFX и плагинов, открытый исходный код, лицензия GPL 3)
- Natron для macOS, Linux, FreeBSD и Windows (открытый исходный код, лицензия GPL)
- Ramen compositor (лицензия CDDL 1.0, официально никогда не выпускалась, но исходный код доступен[8])
- ShuttleOFX Архивная копия от 30 июля 2021 на Wayback Machine (онлайн-платформа OpenFX, открытый исходный код, лицензия LGPL)
- TuttleOFX (хост и плагины OpenFX для Архивная копия от 30 июля 2021 на Wayback Machine командной строки, открытый исходный код, лицензия LGPL)

### Коммерческие хосты
- Baselight Архивная копия от 10 февраля 2021 на Wayback Machine (с версии 2.2) от FilmLight
- Catalyst Edit Архивная копия от 30 июля 2021 на Wayback Machine от Sony Creative Software
- DaVinci Resolve (начиная с версии 10) и DaVinci Resolve Lite от Blackmagic Design
- DustBuster + Архивная копия от 30 июля 2021 на Wayback Machine (с версии 4.5) от HS-ART Архивная копия от 8 августа 2014 на Wayback Machine
- DVS Clipster Архивная копия от 9 июня 2016 на Wayback Machine от DVS
- EDIUS Pro Архивная копия от 28 сентября 2020 на Wayback Machine (с версии 8.1, плагином OFX-bridge от NewBlueFX), Grass Valley
- Fusion (с версии 4.04) от Blackmagic Design (ранее от eyeon)
- HitFilm Архивная копия от 9 мая 2018 на Wayback Machine (с версии 3 Pro) от FXhome Архивная копия от 8 августа 2021 на Wayback Machine
- Mistika (с версии 6.5.35) и Mamba FX Архивная копия от 22 июня 2019 на Wayback Machine от SGO Архивная копия от 13 июня 2021 на Wayback Machine
- Motion Studio Архивная копия от 30 июля 2021 на Wayback Machine (IDT Vision)
- Nucoda Film Master (с версии 2011.2.058) от Digital Vision
- Nuke (с версии 4.5) от The Foundry
- Piranha (Interactivefx)
- Quantel Rio от SAM
- SCRATCH Архивная копия от 21 августа 2015 на Wayback Machine (с версии 6.1) от Assimilate Архивная копия от 30 июля 2021 на Wayback Machine
- Titler Pro 4 Архивная копия от 25 января 2016 на Wayback Machine от NewBlueFX
- Toon Boom Harmony
- Vegas Pro (начиная с версии 10), Magix Software GmbH
- Vegas Movie Studio (Платиновая версия и выше), Magix Software GmbH

Исторические:
- Autodesk Toxik (начиная с версии 2009) (входит в состав Maya)
- Avid DS (с версии 10.3)
- Bones by Thomson/Technicolor
- MATRIX Compositing (Chrome Imaging)
- Shake (Apple)

## Плагины OpenFX

### Бесплатные плагины с открытым исходным кодом
- Официальный OpenFX SDK Архивная копия от 30 июля 2021 на Wayback Machine (лицензия BSD) содержит образцы плагинов, запрограммированных с использованием стандартного C API или оболочки C++.
- openfx-arena Архивная копия от 11 июня 2018 на Wayback Machine — набор плагинов для визуальных эффектов, в основном на основе ImageMagick .
- openfx-io Архивная копия от 30 июля 2021 на Wayback Machine — набор плагинов для чтения или записи файлов изображений и видео (с использованием OpenImageIO и FFmpeg), а также для управления цветом (с использованием OpenColorIO).
- openfx-misc — набор основных плагинов, которые предоставляют множество основных инструментов композитинга, таких как фильтры, геометрические преобразования и преобразования цвета. Коммерческие хосты OpenFX обычно предоставляют свои собственные версии этих плагинов.
- TuttleOFX Архивная копия от 30 июля 2021 на Wayback Machine предоставляет множество плагинов, особенно для цветокоррекции, которые можно использовать на большинстве хостов OpenFX.
- Кейер зелёного / синего экрана INK и ChannelMath от casanico.com Архивная копия от 9 января 2016 на Wayback Machine
- TalentTracker (Mut1ny.com Архивная копия от 13 мая 2021 на Wayback Machine)

### Коммерческие плагины
- Beauty Box Video (Digital anarchy)
- Архивная копия от 23 января 2019 на Wayback MachineColor Symmetry Архивная копия от 23 января 2019 на Wayback Machine
- Composite Suite Pro, Film Stocks, Rays, reFine, zMatte, Tiffen DFX (Digital Film Tools Архивная копия от 16 мая 2020 на Wayback Machine)
- DE: Flicker, DE: Noise, RE: Match, Twixtor и ReelSmart Motion Blur от RE: Vision Effects
- Film Convert for OFX[9] от Rubber Monkey Software
- Genifect Архивная копия от 30 июля 2021 на Wayback Machine (Dual Heights Software Архивная копия от 6 мая 2021 на Wayback Machine)
- HitFilm Ignite Архивная копия от 28 октября 2016 на Wayback Machine (FXhome Архивная копия от 8 августа 2021 на Wayback Machine)
- Lenscare и Flair Архивная копия от 1 апреля 2021 на Wayback Machine (frischluft Архивная копия от 18 мая 2021 на Wayback Machine)
- RealPerception Архивная копия от 30 июля 2021 на Wayback Machine (Motiva Архивная копия от 30 июля 2021 на Wayback Machine)
- Neat Video Архивная копия от 21 июня 2015 на Wayback Machine (ABSoft)
- NewBlueFX (включая Titler Pro 3)
- Primatte[10] (Photron / Imagica)
- Red Giant Universe и Magic Bullet (в версии 12.1 Looks, Film, Cosmo и Mojo — плагины OpenFX) от Red Giant Software
- Sapphire Visual Effects OFX и плагины Monsters GT VFX OFX от GenArts
- Баланс белого, экспозиция и согласование цветов от FBmn Software Архивная копия от 11 декабря 2012 на Wayback Machine

## Документация
- OFX Image Effects API Архивная копия от 30 июля 2021 на Wayback Machine является официальным справочником.
- Руководство по программированию OFX для графических эффектов Архивная копия от 30 июля 2021 на Wayback Machine, Бруно Николетти.
- Руководство по программированию плагинов OpenFX Архивная копия от 30 июля 2021 на Wayback Machine, основанное на библиотеке поддержки C ++ Архивная копия от 30 июля 2021 на Wayback Machine .